# Museo Nacional de Nicaragua
El Museo Nacional de Nicaragua «Diocleciano Chaves» es uno de los principales museos de Nicaragua. El museo comprende temas relacionados con Nicaragua, tanto la historia colonial y de las poblaciones humanas (poniendo especial énfasis en la arqueología nigaragüense), como también aspectos de la historia natural del territorio que ocupa Nicaragua (paleontología, fauna, flora y ecosistemas actuales). El museo se encuentra en el Palacio de la Cultura, en la zona del casco antiguo de la ciudad de Managua, en Nicaragua, y constituye una reserva oficial estatal en la que se conservan numerosos especímenes, objetos y artefactos que dan testimonio de la historia y de las culturas de Nicaragua.

## Historia del museo
El Museo Nacional de Nicaragua fue fundado en 1897 por el naturalista nicaragüense Diocleciano Chaves (1844-1936). Abierto al público en 1900, al principio éste fue un museo de industria, comercio y ciencia. En 1906 Diocleciano Chaves fue nombrado director del museo (otros tres directores le habían precedido ya en el cargo) y fue a partir de 1909 cuando Chaves convirtió al museo nacional en un museo especializado en la historia natural y la arqueología. Durante su primer siglo de existencia el museo fue mudándose de edificio en edificio en diferentes ocasiones. Sin embargo, en 1997, con ocasión del primer centenario de su historia, Guido Martínez, director de Cultura en el gobierno del entonces presidente de la República de Nicaragua Arnoldo Alemán, fundó por decreto estatal el actual Museo Nacional, llamándolo oficialmente Museo Nacional de Nicaragua «Diocleciano Chaves». El decreto de 1997 no sólo puso el museo bajo la gestión del Instituto Nicaragüense de Cultura sino que lo relocalizó en el Palacio de la Cultura, edificio que actualmente acoge las colecciones de especímenes que un siglo antes habían comenzado a ser recolectados por Diocleciano Chaves.

## Colecciones
Además de los especímenes de historia natural, las colecciones comprenden elementos de las tribus y culturas precolombinas de más de 4.000 años de antigüedad, como también obras de arte producidas desde el período colonial hasta la actualidad. Las salas más populares corresponden a las especializadas en historia natural y arqueología:

### Historia natural
Las salas de historia natural abordan cuestiones relacionadas con la fauna, la flora, la geografía, la geología y el clima de Nicaragua. También se presenta información y elementos sobre los minerales asociados a los procesos de vulcanismo que modelaron el territorio de Nicaragua.
En la sala de paleontología se presentan restos fósiles de animales prehistóricos excavados en Nicaragua.

### Arqueología
Una de las salas más destacadas es la de cerámica precolombina. En la misma se exhiben objetos y artefactos de cerámica tales como figuras, platos, utensilios, jarras, urnas de distintas culturas y pueblos originarios proveniente de asentamientos  del territorio que hoy ocupa Nicaragua.